# 列治·布洛斯咸
列治·米高·布洛斯咸（Leigh Michael Broxham，1988年1月13日—），是一名澳洲職業足球員，司職，現效力澳職球會墨爾本勝利。他司職防中，亦能擔任中場中、中堅和右閘。他是墨爾本勝利的防線重心球員。出道至今已效力勝利多年，是球隊的老臣子。布洛斯咸經常利用補位技術加強防守，為隊友製造更多進攻空間。